# Jean de Wavrin
Jean de Wavrin (* um 1400; † nach 1471) war ein Geschichtsschreiber aus Flandern.

## Leben
Jean de Wavrin war ein uneheliches Kind einer angesehenen Adelsfamilie im wallonischen Teil Flanderns, deren Mitglieder am burgundischen Hof im 15. Jahrhundert bedeutsame Stellungen besetzen konnten. Am 25. Oktober 1415 war Wavrin Augenzeuge der Geschehnisse der Schlacht von Azincourt, in der sein Vater Robert VII. de Wavrin und sein Halbbruder im Kampf verstarben.
In den darauf folgenden zwanzig Jahren stand Wavrin beinahe durchgehend in den Diensten des Herzogs von Burgund oder dessen englischen Verbündeten bei den Kriegen in Frankreich. Wavrin diente im burgundischen Heer und kämpfte 1427 gegen die Hussiten. Nach der Heirat mit Marguerite de Hangouart ins Patriziat der Stadt Lille im Jahre 1437 ließ er sich dort nieder und konnte seine soziale und finanzielle Gesamtsituation nachhaltig ausbauen. Nachdem er bereits 1422 Ritter und Herr von Forestel geworden war, konnte er sich 1462 Kammerherr und drei Jahre später Rat (conseiller) des Herzogs von Burgund nennen. Für die Herzöge nahm er unterschiedliche Dienste wahr und wurde so unter anderem 1463 mit einer Gesandtschaft nach Rom geschickt.
Jean de Wavrin verstarb während der Erstellung seiner Chronik über die Geschichte Englands in einem der Jahre nach 1471.

## Chronik: Recueil des croniques et anciennes istoires de la Grant Bretaigne

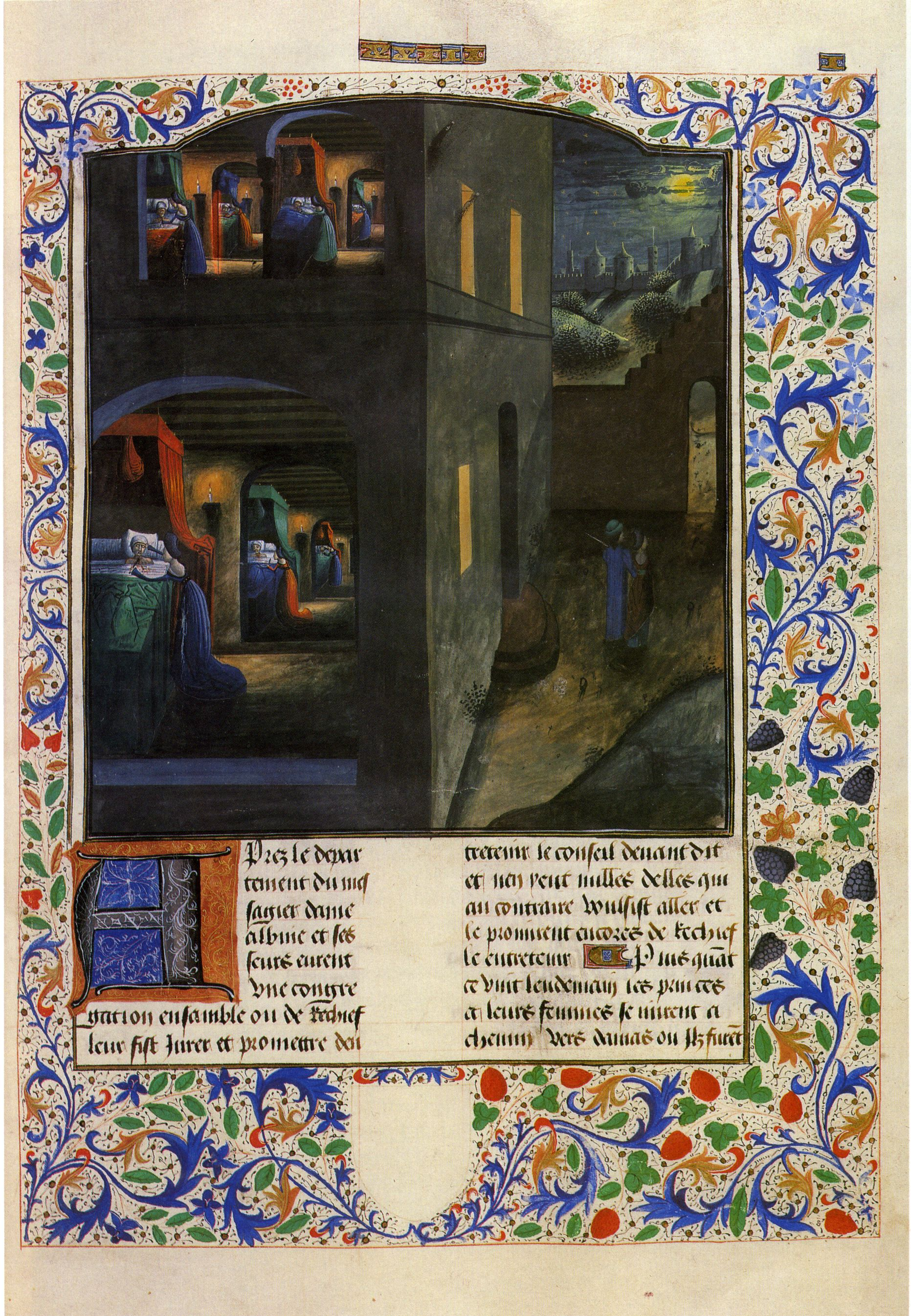
Buchmalerei in einer um 1470 angefertigten Handschrift von Wavrins Geschichtswerk. Dargestellt ist eine Szene aus der Legende des Königs Diodicias von Syrien, dessen Tochter Albine die erste Königin von England gewesen sein soll: Töchter des Königs töten in der Hochzeitsnacht ihre Männer. Wien, Österreichische Nationalbibliothek, Cod. 2534, fol. 23r

Wavrins Geschichtswerk, der Recueil des croniques et anciennes istoires de la Grant Bretaigne, beruht auf seinem Interesse an der Geschichte und am Rittertum Englands, auf dessen Seite er jahrelang gekämpft hatte. Die kulturellen Kontakte zwischen dem englischen und burgundischen Hofe, an dem er verkehrte, dienten mit Sicherheit seinem Vorhaben. So fand er Unterstützer wie Karl den Kühnen, der Wavrin 1469 die Erlaubnis erteilte, den Grafen von Warwick, Richard Neville zu besuchen, um Material für sein Werk zu erbitten.
Im Prolog seiner Chronik erwähnt Wavrin seinen Neffen Waleran de Wavrin (ca. 1418 – nach 1480) auf dessen Anregung Wavrin sich entschlossen habe, eine Geschichte des Königreichs England niederzuschreiben.
Seine Chronik der Geschichte Englands beginnt mit den mythischen trojanischen Anfängen und endet im Jahre 1471. Die Recueil des croniques et anciennes istoires de la Grant Bretaigne bildet eine Kompilation von anderen historiographischen Werken. Für die ersten vier seiner insgesamt sechs Bände umfassenden Chronik dienten zahlreiche verschiedene Quellen, vor allem jedoch die listoire de Brust, die Bearbeitung von Geoffreys von Monmouth, sowie die Chronik von Froissart. In der Darstellung des Zeitraums nach 1400 verwendete der Autor vor allem die Chronik Enguerrand de Monstrelets. So kopierte er daraus den größten Teil seiner Erzählung bis zum Jahr 1443. Dennoch kürzte er teilweise die Vorlage und ließ eigene Informationen und Deutungen einfließen. Es gibt auch Beziehungen zwischen Wavrin und Jean le Fèvre de St. Remy, dessen Werk ebenfalls auf Monstreets Darstellungen beruht.

## Editionen
- Jean de Wavrin: A Collection of the Chronicles and Ancient Histories of Great Britain, Now Called England, by John de Wavrin, übers. W. und E. L. C. P. Hardy (Rerum Britannicarum Medii Aevi Scriptores = Rolls Series 40, 1–5), London 1868. Bd. 1, Bd. 2, Bd. 3, Bd. 4, Bd. 5 [Vom Anbeginn der Zeit bis 688 und von 1399 bis 1471 mit englischer Übersetzung]

- Jehan de Wavrin: Anchiennes cronicques d'Engleterre. I. (1re-5e parties: des temps fabuleux à 1444.) par Jehan de Wavrin. Choix de chapitres inédits annotés et publiés par Melle Dupont J. Renouard (Paris), 1858. (Digitalisat)